# 24546 Darnell
24546 Darnell este un asteroid din centura principală de asteroizi.

## Descriere
24546 Darnell este un asteroid din centura principală de asteroizi. A fost descoperit pe 19 februarie 2001 la Socorro, New Mexico, în cadrul proiectului LINEAR. Asteroidul prezintă o orbită caracterizată de o semiaxă mare de 2,53 ua, o excentricitate de 0,10 și o înclinație de 4,7° în raport cu ecliptica.